# Woltersdorf, Lüchow-Dannenberg
Woltersdorf là một đô thị của huyện Lüchow-Dannenberg, bang Niedersachsen, Đức. Đô thị này có diện tích 27,97 km².